# Dactylopusia neglecta
Dactylopusia neglecta är en kräftdjursart som beskrevs av Georg Ossian Sars 1905. Enligt Catalogue of Life ingår Dactylopusia neglecta i släktet Dactylopusia och familjen Thalestridae, men enligt Dyntaxa är tillhörigheten istället släktet Dactylopusia och familjen Dactylopusiidae. Arten har ej påträffats i Sverige. Inga underarter finns listade i Catalogue of Life.